# Erzeparchie Asmara
Die Erzeparchie Asmara (lateinisch Archieparchia Asmarensis; Tigrinya ካቶሊካዊ ርእሰ ኤጳርቅና ኣስመራ Katolikkawi Rǝʾsä Ep̣arqǝna Asmära) ist eine in Eritrea gelegene Erzeparchie der Eritreisch-Katholischen Kirche, welche mit der römisch-katholischen Kirche uniert ist.

## Geschichte
Am 4. Juli 1930 wurde das Ordinariat Eritrea mit einer Fläche von 119.000 km² begründet, es zählte 1950 26.186 (2,9 %) Gläubige in 65 Pfarreien mit 83 Diözesanpriestern und 89 Ordensschwestern. Am 31. Oktober 1951 zum Apostolischen Exarchat erhoben, gelangte es am 20. Februar 1961 in den Rang einer Eparchie und wurde damit Suffraganbistum der Erzeparchie Addis Abeba.
Nachdem es bis 1990 auf 60.780 Gläubige in 87 Pfarreien mit 78 Diözesanpriestern, 108 Ordenspriestern und 475 Ordensschwestern angewachsen war, wurden ihm am 21. Dezember 1995 die Eparchie Barentu und die Eparchie Keren entnommen, so dass es nun noch eine Fläche von 53.185 km² besitzt.
Am 19. Januar 2015 erhob Papst Franziskus die Eparchie Asmara zur Erzeparchie, gliederte sie der neugegründeten Eritreisch-Katholischen Kirche ein und unterstellte ihr die Eparchien Barentu, Keren und Segheneity als Suffragandiözesen.
Die Hauptkirche ist die Kidane-Mehret-Kathedrale in Asmara.